# Јунаци (ТВ серија)
Јунаци је југословенска телевизијска серија снимљена 1976. године у продукцији Телевизије Београд.

## Епизоде
| Сезона | Епизода | Назив                 | Датум          |
| ------ | ------- | --------------------- | -------------- |
| 1      | 1       | Милан Брзановић—Трта  | 7. јуна 1976.  |
| 1      | 2       | Милан Ђокић           | 21. јуна 1976. |
| 1      | 3       | Никола Лекић          | 28. јуна 1976. |
| 1      | 4       | Милка Манојловић—Кева | 5. јула 1976.  |
| 1      | 5       | Филип Булајић         | 12. јула 1976. |

## Улоге
| Глумац               | Улога              |
| -------------------- | ------------------ |
| Милан Брзановић Трта | Лично (1 еп. 1976) |
| Филип Булајић        | Лично (1 еп. 1976) |
| Милан Ђокић          | Лично (1 еп. 1976) |
| Никола Лекић         | Лично (1 еп. 1976) |
| Милка Манојловић     | Лично (1 еп. 1976) |

Комплетна ТВ екипа ▼
| Редитељ    | Горан Марковић   | (5 еп. 1976) |
| Сценариста | Горан Марковић   | (5 еп. 1976) |
| Композитор | Зоран Симјановић | (5 еп. 1976) |